# Darband, Teheran

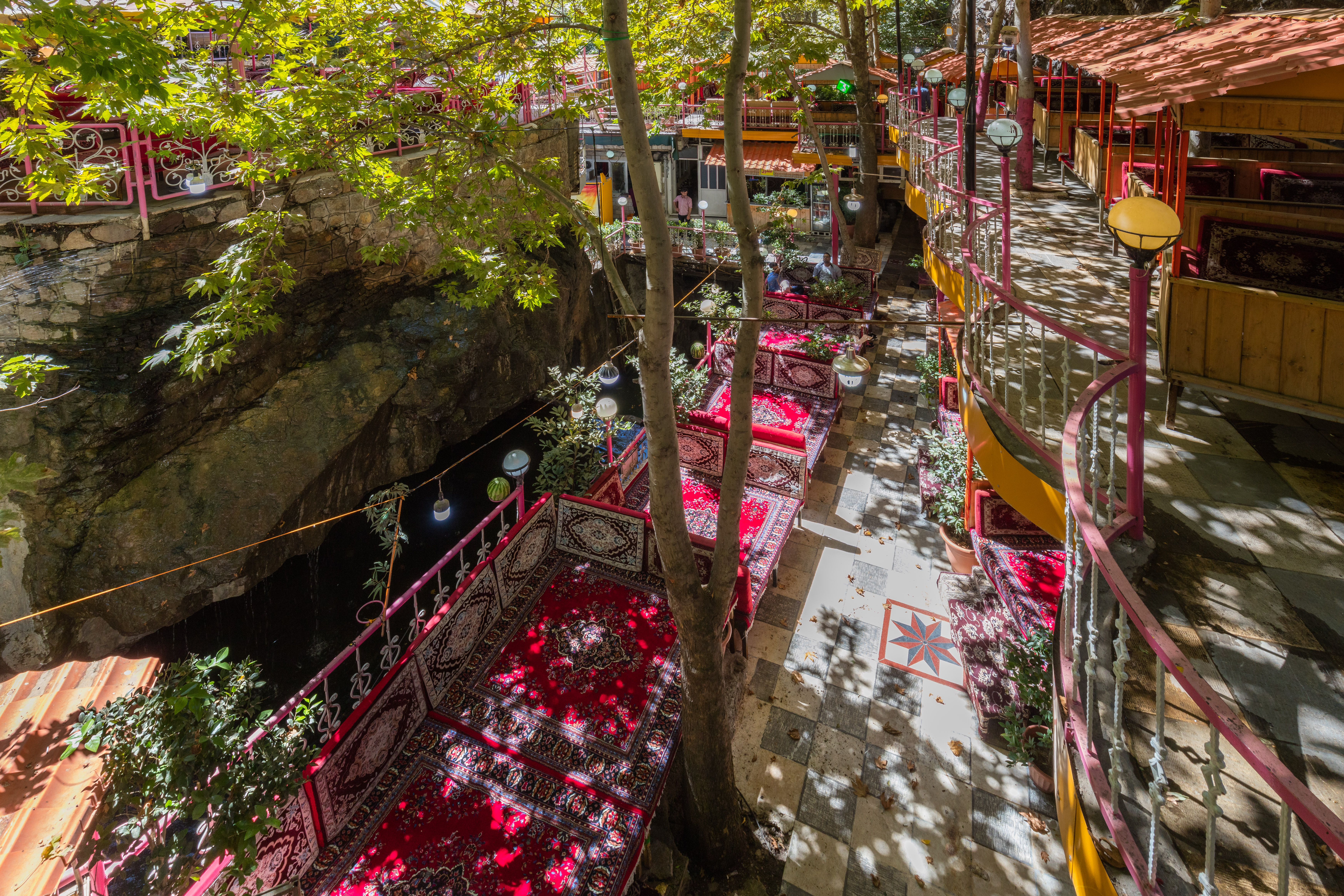
En del av Darband.

Darband (persiska: دربند) är ett område i norra Teheran dit många människor går för att vandra, dricka en kopp te eller äta sura och söta aprikoser. Det är känt för dess friska väder och bergsterräng. På vägen upp mot berget finns restauranger och caféer och en bäck med strömmande vatten. Längst upp på vandringsleden är höjden 2 050 meter över havet.